# 燃燒女子的畫像
《燃燒女子的畫像》（法語：Portrait de la jeune fille en feu）是一部2019年的法國時代浪漫劇情電影，由導演瑟琳·席安瑪執導。此電影於2019年9月18日在法國上映。
本片獲提名角逐第72屆坎城影展的金棕櫚獎，並贏得酷兒棕櫚獎，成為第一部由女性執導的獲獎電影。導演席安瑪憑本片贏得了第72屆坎城影展的最佳劇本獎 。它另外還獲得了獨立精神獎、評論家選擇電影獎和金球獎最佳外語電影獎提名，並被美國國家評論協會評選為2019年最佳前五外語電影。

## 劇情
十八世紀末，法蘭西王國布列塔尼半島上，女畫家瑪麗安受到伯爵夫人委託，為其剛剛離開修道院的女兒—艾洛伊茲繪製出嫁用的肖像畫。艾洛伊茲因不願意出嫁而拒絕被畫，瑪麗安必須在她不知情的情況下給她畫畫。瑪麗安白天觀察艾洛伊茲，晚上秘密地給她畫畫。兩人之間的關係變得越來越親密，她們一同分享最初和最後的自由時刻，直到瑪麗安終於完成了艾洛伊茲的肖像畫……

## 演員
- 諾耶米·梅蘭特飾演 瑪麗安（Marianne）
- 阿黛兒·艾奈爾飾演 艾洛伊茲（Héloïse）
- 盧安娜·巴拉米（法语：Luàna Bajrami）飾演 蘇菲（Sophie）
- 薇拉莉·葛琳諾飾演 伯爵夫人

## 製作
此電影於2018年10月開拍，主體拍攝共38天。主要拍攝地點為法國聖皮埃爾-基伯龍的白港海岸以及塞納-馬恩省的拉沙佩勒戈捷的一座城堡裡。
片中的所有肖像畫和素描實際上幾乎都是由法國畫家埃萊娜·德爾邁耶（Hélène Delmaire）完成的，她的手也出現在電影中。

## 提名及獎項

### 評價
爛番茄新鮮度97%，基於150條評論，平均分為9.05/ 10，獲一致好評。在Metacritic上，基於29位評論家的評論，這部電影獲得100分中的95分，“普遍好評”。
2023年3月，本片在爛蕃茄發表「270部由21世紀女性執導的電影佳作」清單榜上有名。爛番茄滿25週年特別專題中，本片在該站名列「影評家選出過去25年的最佳電影」排行榜第5名。

### 榮譽
| 獎項                    | 頒發日期       | 類別             | 提名者                                         | 階段／結果 | 參考                        |
| ----------------------- | -------------- | ---------------- | ---------------------------------------------- | ---------- | --------------------------- |
| 第72屆坎城影展          | 2019年5月19日  | 酷兒棕櫚獎       | 瑟琳·席安瑪                                    | 獲獎       | [ 17 ]                      |
| 第72屆坎城影展          | 2019年5月19日  | 最佳劇本         | 瑟琳·席安瑪                                    | 獲獎       |                             |
| 2019年英國獨立電影獎    | 2019年12月1日  | 最佳獨立外語片   | 瑟琳·席安瑪、薇若妮卡·凱拉、貝熱迪克蒂·庫夫勒  | 提名       | [ 18 ] [ 19 ]               |
| 第32屆歐洲電影獎        | 2019年12月7日  | 最佳導演         | 瑟琳·席安瑪                                    | 提名       | [ 20 ] [ 21 ] [ 22 ] [ 23 ] |
| 第32屆歐洲電影獎        | 2019年12月7日  | 最佳女主角       | 諾耶米·梅蘭特                                  | 提名       | [ 20 ] [ 21 ] [ 22 ] [ 23 ] |
| 第32屆歐洲電影獎        | 2019年12月7日  | 最佳女主角       | 阿黛兒·艾奈爾                                  | 提名       | [ 20 ] [ 21 ] [ 22 ] [ 23 ] |
| 第32屆歐洲電影獎        | 2019年12月7日  | 最佳編劇         | 瑟琳·席安瑪                                    | 獲獎       | [ 20 ] [ 21 ] [ 22 ] [ 23 ] |
| 第32屆歐洲電影獎        | 2019年12月7日  | 歐洲大學電影獎   | 《燃燒女子的畫像》                             | 獲獎       | [ 20 ] [ 21 ] [ 22 ] [ 23 ] |
| 紐約線上影評人協會      | 2019年12月7日  | 最佳外語片       | 《燃燒女子的畫像》                             | 獲獎       | [ 24 ]                      |
| 洛杉磯影評人協會        | 2019年12月8日  | 最佳攝影         | 克萊兒·梅托恩                                  | 獲獎       | [ 25 ]                      |
| 多倫多影評人協會        | 2019年12月8日  | 最佳外語片       | 《燃燒女子的畫像》                             | 亚军       | [ 26 ]                      |
| 華盛頓特區影評人協會    | 2019年12月8日  | 最佳外語片       | 《燃燒女子的畫像》                             | 提名       | [ 27 ]                      |
| 女性影評論人協會        | 2019年12月9日  | 最佳女性電影     | 瑟琳·席安瑪                                    | 亚军       | [ 28 ]                      |
| 女性影評論人協會        | 2019年12月9日  | 最佳女性故事作者 | 瑟琳·席安瑪                                    | 亚军       | [ 28 ]                      |
| 女性影評論人協會        | 2019年12月9日  | 最佳女性電影     | 《燃燒女子的畫像》                             | 獲獎       | [ 28 ]                      |
| 女性影評論人協會        | 2019年12月9日  | 最佳女性外語電影 | 《燃燒女子的畫像》                             | 獲獎       | [ 28 ]                      |
| 女性影評論人協會        | 2019年12月9日  | 凱倫·莫利獎      | 《燃燒女子的畫像》                             | 提名       | [ 28 ]                      |
| 女性影評論人協會        | 2019年12月9日  | 最佳熒幕情侶     | 諾耶米·梅蘭特、阿黛兒·艾奈爾                   | 獲獎       | [ 28 ]                      |
| 芝加哥影評人協會        | 2019年12月14日 | 最佳攝影         | 克萊兒·梅托恩                                  | 提名       | [ 29 ] [ 30 ]               |
| 芝加哥影評人協會        | 2019年12月14日 | 最佳服裝設計     | 《燃燒女子的畫像》                             | 提名       | [ 29 ] [ 30 ]               |
| 芝加哥影評人協會        | 2019年12月14日 | 最佳外語片       | 《燃燒女子的畫像》                             | 提名       | [ 29 ] [ 30 ]               |
| 達拉斯—沃斯堡影評人協會 | 2019年12月14日 | 最佳外語片       | 《燃燒女子的畫像》                             | 第五名     | [ 31 ]                      |
| 波士頓影評人協會        | 2019年12月15日 | 最佳影片         | 《燃燒女子的畫像》                             | 亚军       | [ 32 ] [ 33 ]               |
| 波士頓影評人協會        | 2019年12月15日 | 最佳外語片       | 《燃燒女子的畫像》                             | 亚军       | [ 32 ] [ 33 ]               |
| 波士頓影評人協會        | 2019年12月15日 | 最佳攝影         | 克萊兒·梅托恩                                  | 獲獎       | [ 32 ] [ 33 ]               |
| 聖路易斯影評人協會      | 2019年12月15日 | 最佳外語片       | 《燃燒女子的畫像》                             | 提名       | [ 34 ]                      |
| IndieWire影評人投票     | 2019年12月16日 | 最佳電影         | 《燃燒女子的畫像》                             | 第五名     | [ 35 ]                      |
| IndieWire影評人投票     | 2019年12月16日 | 最佳導演         | 瑟琳·席安瑪                                    | 第四名     | [ 35 ]                      |
| IndieWire影評人投票     | 2019年12月16日 | 最佳劇本         | 《燃燒女子的畫像》                             | 第十名     | [ 35 ]                      |
| IndieWire影評人投票     | 2019年12月16日 | 最佳女主角       | 諾耶米·梅蘭特                                  | 第十三名   | [ 35 ]                      |
| IndieWire影評人投票     | 2019年12月16日 | 最佳女主角       | 阿黛兒·艾奈爾                                  | 第十名     | [ 35 ]                      |
| IndieWire影評人投票     | 2019年12月16日 | 最佳女配角       | 阿黛兒·艾奈爾                                  | 第十三名   | [ 35 ]                      |
| IndieWire影評人投票     | 2019年12月16日 | 最佳攝影         | 《燃燒女子的畫像》                             | 第三名     | [ 35 ]                      |
| IndieWire影評人投票     | 2019年12月16日 | 最佳外國電影     | 《燃燒女子的畫像》                             | 第三名     | [ 35 ]                      |
| 三藩市影評人協會        | 2019年12月16日 | 最佳外語片       | 《燃燒女子的畫像》                             | 提名       | [ 36 ]                      |
| 西雅圖影評人協會        | 2019年12月16日 | 最佳外語片       | 《燃燒女子的畫像》                             | 提名       | [ 37 ]                      |
| 西雅圖影評人協會        | 2019年12月16日 | 最佳攝影         | 克萊兒·梅托恩                                  | 提名       | [ 37 ]                      |
| 佛羅里達影評人協會      | 2019年12月23日 | 最佳影片         | 《燃燒女子的畫像》                             | 獲獎       | [ 38 ] [ 39 ]               |
| 佛羅里達影評人協會      | 2019年12月23日 | 最佳導演         | 瑟琳·席安瑪                                    | 獲獎       | [ 38 ] [ 39 ]               |
| 佛羅里達影評人協會      | 2019年12月23日 | 最佳原創劇本     | 瑟琳·席安瑪                                    | 提名       | [ 38 ] [ 39 ]               |
| 佛羅里達影評人協會      | 2019年12月23日 | 最佳攝影         | 克萊兒·梅托恩                                  | 亚军       | [ 38 ] [ 39 ]               |
| 佛羅里達影評人協會      | 2019年12月23日 | 最佳外語片       | 《燃燒女子的畫像》                             | 獲獎       | [ 38 ] [ 39 ]               |
| 國家影評人協會          | 2020年1月4日   | 最佳攝影         | 克萊兒·梅托恩                                  | 獲獎       | [ 40 ]                      |
| 第77屆金球獎            | 2020年1月5日   | 最佳外語片       | 《燃燒女子的畫像》                             | 提名       | [ 41 ]                      |
| 奧斯汀影評人協會        | 2020年1月6日   | 最佳女配角       | 阿黛兒·艾奈爾                                  | 待定       | [ 42 ]                      |
| 奧斯汀影評人協會        | 2020年1月6日   | 最佳外語片       | 《燃燒女子的畫像》                             | 待定       | [ 42 ]                      |
| 線上影評人協會          | 2020年1月6日   | 最佳影片         | 《燃燒女子的畫像》                             | 第六名     | [ 43 ] [ 44 ]               |
| 線上影評人協會          | 2020年1月6日   | 最佳導演         | 瑟琳·席安瑪                                    | 提名       | [ 43 ] [ 44 ]               |
| 線上影評人協會          | 2020年1月6日   | 最佳攝影         | 克萊兒·梅托恩                                  | 提名       | [ 43 ] [ 44 ]               |
| 線上影評人協會          | 2020年1月6日   | 最佳非英語電影   | 《燃燒女子的畫像》                             | 提名       | [ 43 ] [ 44 ]               |
| 紐約影評人協會          | 2020年1月7日   | 最佳攝影         | 克萊兒·梅托恩                                  | 獲獎       | [ 45 ]                      |
| 國家評論協會            | 2020年1月8日   | 前五名外語電影   | 《燃燒女子的畫像》                             | 獲獎       | [ 46 ]                      |
| 多利安獎                | 2020年1月8日   | 年度電影         | 《燃燒女子的畫像》                             | 提名       | [ 47 ]                      |
| 多利安獎                | 2020年1月8日   | 年度導演         | 瑟琳·席安瑪                                    | 提名       | [ 47 ]                      |
| 多利安獎                | 2020年1月8日   | 年度LGBTQ電影    | 《燃燒女子的畫像》                             | 獲獎       | [ 47 ]                      |
| 多利安獎                | 2020年1月8日   | 年度外語片       | 《燃燒女子的畫像》                             | 提名       | [ 47 ]                      |
| 多利安獎                | 2020年1月8日   | 年度編劇         | 瑟琳·席安瑪                                    | 提名       | [ 47 ]                      |
| 多利安獎                | 2020年1月8日   | 年度視覺震撼電影 | 《燃燒女子的畫像》                             | 提名       | [ 47 ]                      |
| 喬治亞影評人協會        | 2020年1月10日  | 最佳攝影         | 克萊兒·梅托恩                                  | 提名       | [ 48 ]                      |
| 喬治亞影評人協會        | 2020年1月10日  | 最佳外語片       | 《燃燒女子的畫像》                             | 提名       | [ 48 ]                      |
| 評論家協會獎            | 2020年1月12日  | 最佳外語片       | 《燃燒女子的畫像》                             | 提名       | [ 49 ]                      |
| 第34屆戈雅獎            | 2020年1月25日  | 最佳歐洲電影     | 《燃燒女子的畫像》                             | 提名       |                             |
| 第25屆盧米埃獎          | 2020年1月27日  | 最佳影片         | 《燃燒女子的畫像》                             | 提名       | [ 50 ]                      |
| 第25屆盧米埃獎          | 2020年1月27日  | 最佳導演         | 瑟琳·席安瑪                                    | 提名       | [ 50 ]                      |
| 第25屆盧米埃獎          | 2020年1月27日  | 最佳女主角       | 諾米·梅蘭特                                    | 獲獎       | [ 50 ]                      |
| 第25屆盧米埃獎          | 2020年1月27日  | 最佳攝影         | 克萊兒·梅托恩                                  | 提名       | [ 50 ]                      |
| 倫敦影評人協會          | 2020年1月30日  | 年度電影         | 《燃燒女子的畫像》                             | 提名       | [ 51 ]                      |
| 倫敦影評人協會          | 2020年1月30日  | 年度最佳外語片   | 《燃燒女子的畫像》                             | 提名       | [ 51 ]                      |
| 第73屆英國電影學院獎    | 2020年2月2日   | 最佳外語片       | 《燃燒女子的畫像》                             | 提名       | [ 52 ]                      |
| 第24屆衛星獎            | 2020年2月7日   | 最佳外語片       | 《燃燒女子的畫像》                             | 獲獎       | [ 53 ]                      |
| 第35屆獨立精神獎        | 2020年2月8日   | 最佳非英語電影   | 《燃燒女子的畫像》                             | 獲獎       | [ 54 ]                      |
| 第45屆凱撒電影獎        | 2020年2月28日  | 最佳影片         | 瑟琳·席安瑪、Bénédicte Couvreur                | 提名       | [ 55 ]                      |
| 第45屆凱撒電影獎        | 2020年2月28日  | 最佳導演         | 瑟琳·席安瑪                                    | 提名       | [ 55 ]                      |
| 第45屆凱撒電影獎        | 2020年2月28日  | 最佳原創劇本     | 瑟琳·席安瑪                                    | 提名       | [ 55 ]                      |
| 第45屆凱撒電影獎        | 2020年2月28日  | 最佳攝影         | 克萊兒·梅托恩                                  | 獲獎       | [ 55 ]                      |
| 第45屆凱撒電影獎        | 2020年2月28日  | 最佳女主角       | 阿黛兒·艾奈爾                                  | 提名       | [ 55 ]                      |
| 第45屆凱撒電影獎        | 2020年2月28日  | 最佳女主角       | 諾耶米·梅蘭特                                  | 提名       | [ 55 ]                      |
| 第45屆凱撒電影獎        | 2020年2月28日  | 最佳女新人       | 盧安娜·巴拉米                                  | 提名       | [ 55 ]                      |
| 第45屆凱撒電影獎        | 2020年2月28日  | 最佳服裝設計     | Dorothée Guiraud                               | 提名       | [ 55 ]                      |
| 第45屆凱撒電影獎        | 2020年2月28日  | 最佳藝術指導     | Thomas Grézaud                                 | 提名       | [ 55 ]                      |
| 第45屆凱撒電影獎        | 2020年2月28日  | 最佳音樂獎       | Julien Sicart、Valérie de Loof、Daniel Sobrino | 提名       | [ 55 ]                      |
| 第31屆GLAAD媒體獎       | 2020年3月19日  | 傑出電影限量奬   | 《燃燒女子的畫像》                             | 待定       | [ 56 ]                      |